# Каміла Амброзіо Магальяес
Каміла Амброзіо Магальяес (порт. Camila Ambrózio Magalhães; нар. 22 серпня 1996, Сан-Паулу, Бразилія) — бразильська футболістка, нападниця «Крузейро».

## Життєпис
Народилася в місті Сан-Паулу. Футбольну кар'єру розпочала 2016 року в «Віторії Дас Табокас», у складі якого провела 4 поєдинки в жіночому чемпіонаті Бразилії. Наступного року перебралася до «Аудакс» зі Сан-Паулу, в якому провела два роки. За цей час у бразильському чемпіонаті зіграла 20 матчів, ще 5 поєдинків провела в Лізі Пауліста.
На початку вересня 2019 року підписала 1-річний контракт з українським клубом «Львів-Янтарочка». У команді виступала під 8-м ігровим номером. У новому клубі дебютувала 8 вересня 2019 року в переможному (2:0) домашньому поєдинку 5-о туру чемпіонату України проти «Родини-Ліцею». Каміла вийшла на поле в стартовому складі, а на 60-й хвилині її замінила Інга Мостова. Дебютним голом у футболці «левиць» відзначилася 15 вересня 2019 року в переможному (2:0) домашньому поєдинку 6-о туру чемпіонату України проти володимир-волинського «Ладомира». Магальяес вийшла на поле в стартовому складі та відіграла увесь матч. На 51-й хвилині матчу «поборолася за м'яч, завдяки хорошій швидкості успішно зіграла на випередження з голкіпером і відправила шкіряного в порожні ворота», встановивши остаточний рахунок у матчі. У складі львів'янок зіграла 14 матчів (6 голів) у чемпіонаті, 3 матчі у кубку та 4 поєдинки (1 гол) у зимовій першості. За підсумками сезону 2018/19 років «Львів-Янтарочка» фінішувала на 4-у місці, окрім цього команда дійшла до 1/2 фіналу кубку України. По завершенні сезону залишила «синьо-золотих левиць».
Після цього повернулася на батьківщину, де виступала в Лізі Амазоненсе за «3Б да Амазонія» (6 матчів, 5 голів). У 2020 році перейшла до «Крузейро» з чемпіонату Бразилії.